# 柏衲埃列螺
柏衲埃列螺（学名：Iravadia bombayana），是中腹足目河口螺科河口螺属的一种。主要分布于中国大陆，常栖息在潮间带。